# Castell de Yerevan
El castell o fortalesa de Yerevan (en armeni: Երևանի բերդ) fou una construcció esmentada per primera vegada al segle VII i més tard es fa referència al segle xvi, es trobava situada a la riba esquerra del riu Hrazdan a Yerevan, Armènia.

## Història
La fortalesa de Yerevan està documentada per primera vegada per l'armeni del segle VII Sebeos, el qual en el seu llibre Historia, diu que en la batalla amb els àrabs no van aconseguir conquistar la fortalesa: «... i es van reunir al voltant de Yerevan i van lluitar per la fortalesa que no van poder prendre». Aquesta primera fortalesa també ha estat esmentada en altres fonts bibliogràfiques per l'autor i arqueòleg Karo Ghafadarian qui considera que han de buscar-se les restes de la fortalesa en el districte de Kond. L'historiador Yervand Shahaziz esmenta que es va estendre cap al nord-oest de la fortalesa.
En referència a la fortalesa del segle xvi, va tenir una llarga història a causa de les guerres perses turques, ja que va passar de mà en mà durant diverses etapes. El 1502 Ismaïl I, va guanyar les tribus d'Everan i la va donar al Khan Revan. Durant el seu regnat, Yerevan va adquirir un paper militar important. Es va reconstruir l'any 1583 sota la dominació otomana per Farhat Pasha al centre del Kanat de Yerevan. Al juny de 1679 es va sofrir un fort terratrèmol local, on van ser destruïts una sèrie d'edificis, esglésies, mesquites, el palau del Khan i barris residencials. Després del terratrèmol el rei persa Zaal Khan va obligar amb treballs forçats als vilatans a reconstruir completament el fort que havia quedat en ruïnes. Va ser renovada per última vegada en el període de la dominació persa d'Hussein Khan Sardar (1740-1830).

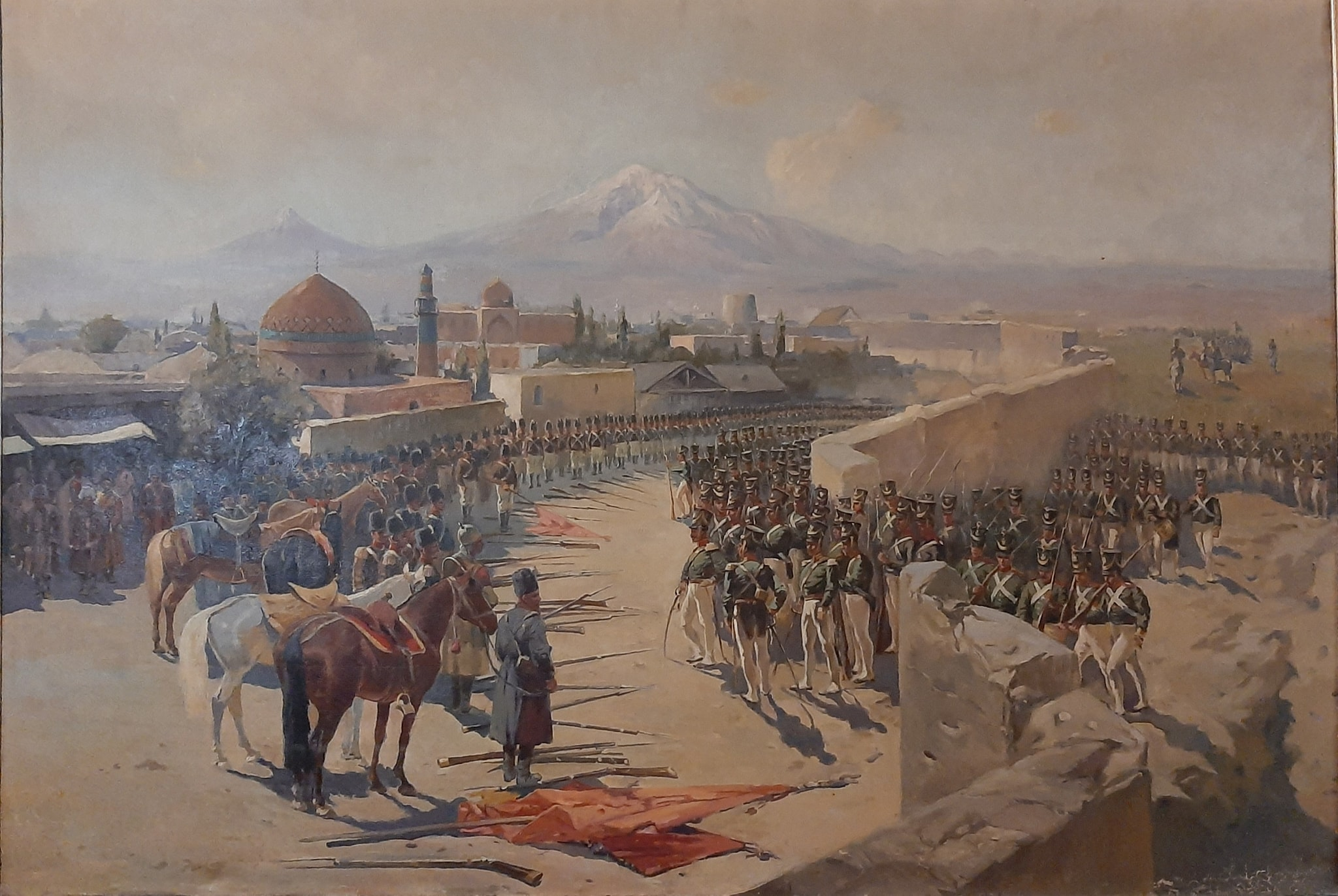
Setge a la fortalesa en 1827 per les forces russes sota la direcció d'Ivan Paskevich pel pintor Franz Roubaud

Durant les guerres russo-perses es va convertir en una prioritat la captura de la fortalesa. Durant aquest període, Iran va ser el més perillós rival de l'Imperi rus i va intentar establir un govern en l'est, la qual cosa va plantejar a algunes potències estrangeres europees, especialment Anglaterra i França a contribuir amb fons per aconseguir una fortalesa militar inexpugnable. Aquesta va ser la raó per la qual l'exèrcit rus durant la guerra russo-persa període 1804-1813, i el període 1826-1828 únicament després d'atacar tres vegades van aconseguir capturar la fortalesa a l'octubre de 1827 sota el comandament del general Iván Paskévich. Com a recompensa als seus serveis, va ser nomenat per l'emperador Comte d'Erevan, i va rebre un milió de rubles i una espasa enfilada en diamants.
L'any 1853 va ocórrer un nou terratrèmol que va afectar la seva estructura. En 1864 la guarnició de la fortalesa - a causa del mal estat del complex -va ser traslladada al districte de Kanaker, on es van construir noves casernes. En 1865 la fortalesa va ser comprada pel comerciant Nersés Tairyants i la va dedicar a la producció de brandi. Més tard el 1899, l'empresa russa "Shustov and Sons Company" va comprar la fàbrica. L'any 1920 aquesta fàbrica va ser nacionalitzada. La fortalesa va ser completament demolida en 1930 durant el govern soviètic, encara que algunes parts de les parets defensives encara romanen en peus.

## Descripció
La Fortalesa d'Erevan es considera una petita ciutat separada de la població principal d'Erevan. La seva planta era oval, amb un perímetre d'uns 1.200 metres. Emmurallada en tres costats; dels seus costats, excepte a la cambra occidental que es trobava flanquejada per la gran gola del riu Hrazdan. La gola en la part nord-occidental de la fortalesa tenia una profunditat de 640 metres, per la qual cosa es considerava inaccessible i no estava emmurallada.
La fortalesa tenia tres portes dobles en línia amb els seus merlets: Tabriz, Shirván i Korpu. Els murs era dobles i irregulars – el primer mur construït en 1583 per Fahrad Pasha o en 1603 per Shah Abbas- tenien torres com els vells castells orientals. Cada mur tenia una porta de ferro, i cadascun tenia el seu guàrdia. La guarnició comptava amb entre 2.000 i 3000 soldats en la seva majoria musulmans.

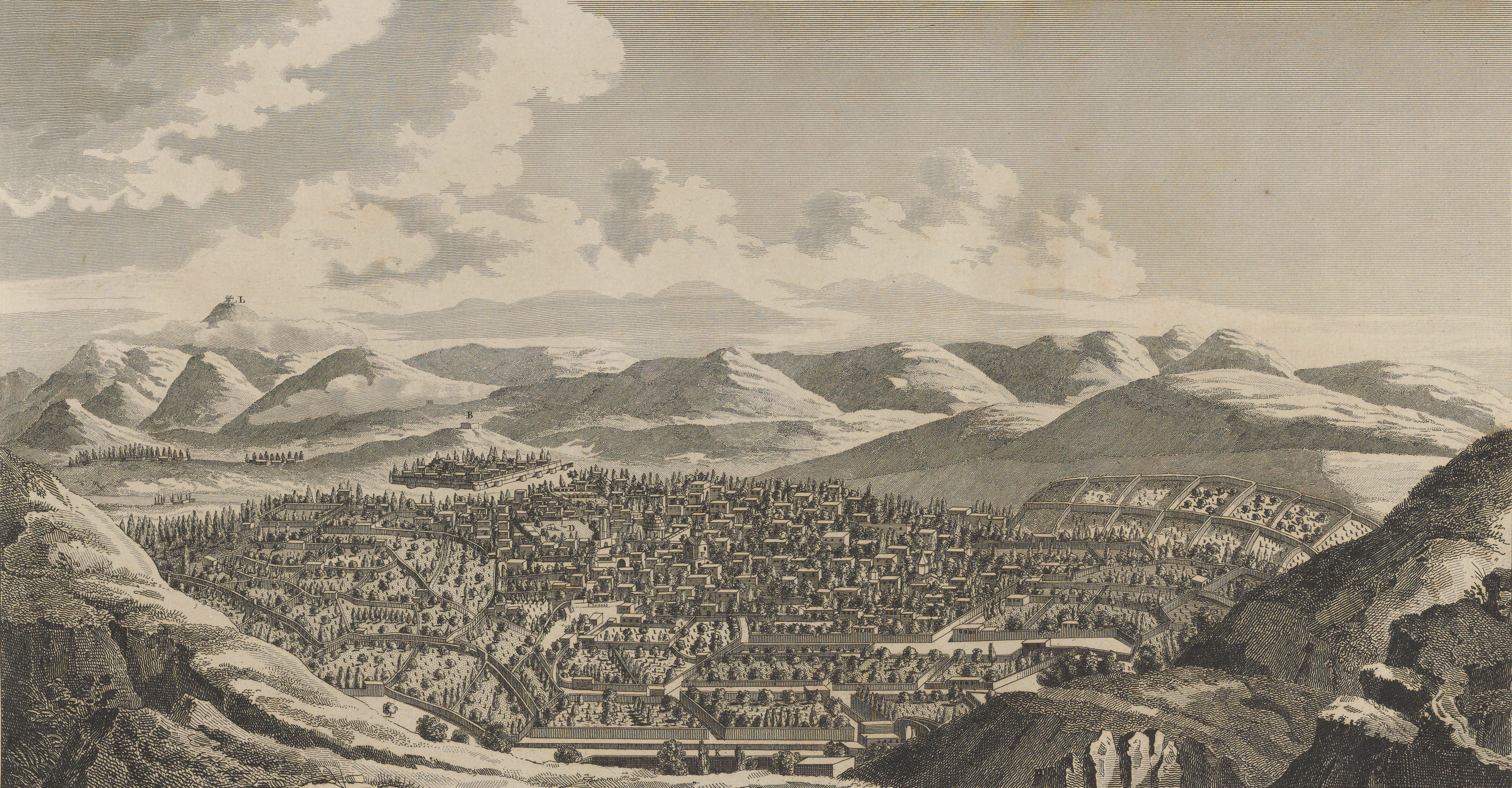
La fortalesa en 1672 en una vista panoràmica pintada per Jean Chardin.

Dins de la fortalesa hi havia instal·lats comerços, arsenals, dues mesquites, el palau del Sardar, una casa de bany i altres edificis, els armenis treballaven durant el dia i a la nit tornaven a les seves cases. Segons el viatger i escriptor francès Jean Chardin hi havia unes 800 cases, construïdes de manera irregular, alguns d'aquests edificis atenien les necessitats de la fortalesa i una altra part eren com a refugis durant els estats de lloc.

### Palau del Sardar
L'edifici era el més impressionants de la fortalesa el Palau del Sardar (Khan), fins i tot després de les seves moltes destruccions i construccions s'adaptaven una vegada i una altra al requisit del Khan. La planta del palau era quadrada i espaiosa amb diverses seccions i construïda en estil arquitectònic Persa. L'harem era una de les seccions més àmplies de 61x 38 metres i dues plantes, tenia habitacions i passadissos. L'última vegada que es va construir va ser el 1798 durant el regnat de Mahmud Khan. Mes tarda, quan els russos van capturar la ciutat, aquest gran edificis va ser renovat i convertit en un hospital.
El saló dels miralls és on el general Sardar passava el seu temps d'oci. El saló rebia aquest nom perquè les seves cornises estaven cobertes de miralls de colors que reflectien la llum a diferents nivells, creant un magnífic joc de color. El sostre estava decorat amb pintures de flors, especialment roses i lliris, en les parets lluïen vuit retrats en llenç d'Hussein Khan Sardar, Abbas Mirza, Fath Alí Sah i uns altres. Des de la finestra de la casa s'apreciava una bella vista del riu Hrazdan i els camps i horts adjacents, l'muntanya Ararat i un ampli jardí on també es conreava un tipus de raïm per a un vi d'alta qualitat.

### Bany
El bany va ser construït enterament de marbre i estava decorat amb motius perses. Hi havia una piscina que servia per al bany d'estiu d'una mesura de 32 x 4 metres i una profunditat de 2,1 metres.

### Mesquites
Dins de la fortalesa es trobaven dues mesquites. Una d'elles era la mesquita Rajab Pasha que va ser construïda en 1725 durant el mandat del primer ministre turc Rajab Pasha Khan. Més tard, quan els perses van recuperar la ciutat, la mesquita va ser convertida en arsenal. El 1827 després de l'alliberament del domini persa, es va convertir en una església ortodoxa russa, nomenada la «església de La nostra Senyora del Patrocini» per commemorar la presa de la fortalesa.

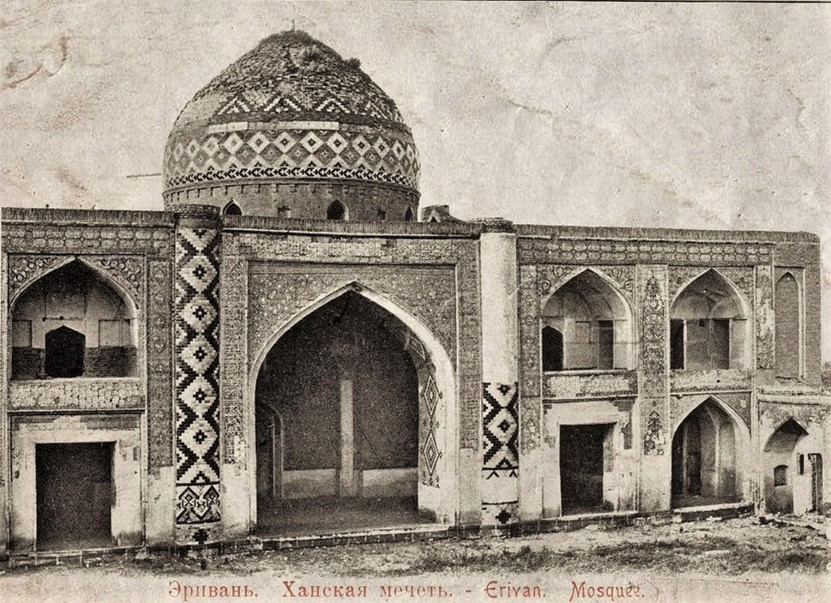
Mesquita d'Abbas Mirza, il·lustració de 1917

La segona mesquita persa va ser construïda a principis del segle xix a la fi del sardar Hussais Khan i del regnat persa Fat·h-Alí Xah Qajar. La mesquita xiïta va ser nomenada d'Abbas Mirza. El front i els laterals de la cúpula estaven completament coberts amb tessel·les de ceràmica blava i verda. Després de la captura de la guarnició per Rússia, aquesta mesquita es va convertir també en arsenal. Durant l'època soviètica la mesquita, juntament amb altres estructures religioses -esglésies armènies, temples i monestirs- va ser abandonada i en l'actualitat únicament s'ha conservat el marc de la mesquita.